# Birta Sándor
Bírta Sándor (Nyírbogát, 1947. december 19. –) magyar könyvelő, köztisztviselő, politikus, tanácselnök, polgármester, országgyűlési képviselő.

## Életpályája
Az általános iskolát szülővárosában, a középiskolát Nyíregyházán végezte el; 1966-ban érettségizett és szerzett technikusi képesítést vállalattervezői és pénzügyi szakon a közgazdasági technikumban. 1966–1969 között a Mezőgép nyírbátori gyárában volt könyvelő. 1969–1970 között a Magyar Gördülőcsapágy Művek (MGM) diszpécsere Debrecenben és NB II-es labdarúgó volt. 1970–1985 között az OTP-ben dolgozott Nyíregyházán. 1992–1994 között a miskolci Rákóczi Bank Rt. igazgatóságának tagja volt.

### Politikai pályafutása
1979–1985 között Baktalórántházán, 1985–1990 között Nyírbogáton városi tanácselnök volt. 1985–1989 között az MSZMP tagja volt. 1989-től az MSZP tagja. 1989–1990 között az MSZP nyírbátori területi elnöke volt. 1990–2001 között Nyírbogát polgármestere volt. 1994–1998 között országgyűlési képviselő (Nyírbátor) volt. 1994–1998 között az Önkormányzati és rendészeti bizottság tagja volt. 1998-ban képviselőjelölt volt. 2001-ben polgármesterjelölt volt. 2006-ig a Szabolcs-Szatmár-Bereg Megyei Közgyűlés tagja volt. 

## Családja
Szülei: Birta Sándor (1925-?) és Szabó Gizella (1927-?) voltak. 1971-ben házasságot kötött Pálvölgyi Erzsébettel. Két fiuk született: Sándor (1972) és Gergő (1977).

## Díjai
- Kiváló Pénzügyi Dolgozó (1984)